# Georg Westling
Georg Gustaf Westling (* 24. August 1879 in Helsinki; † 14. November 1930 ebenda) war ein finnischer Segler.

## Erfolge
Georg Westling, der Mitglied von Nyländska Jaktklubben war, nahm an den  Olympischen Spielen 1912 in Stockholm in der 8-Meter-Klasse als Crewmitglied der Lucky Girl teil. Bei der in Nynäshamn stattfindenden Regatta gelang dem finnischen Boot ebenso wie der schwedischen Sans Atout in insgesamt zwei Wettfahrten jeweils ein zweiter Platz, sodass es zum Stechen zwischen diesen beiden Booten kam, in dem sich die Sans Atout durchsetzte. Damit erhielt Westling neben den übrigen Crewmitgliedern Arthur Ahnger, Emil Lindh und Gunnar Tallberg die Bronzemedaille. Skipper war Gunnar Tallbergs Bruder Bertil Tallberg.